# Tillia Tepe
Tillia Tepe (persiano: طلا تپه; conosciuta anche come Tillā Tapa o Tillya Tepe, ossia "collina d'oro") è un sito archeologico afghano, nei pressi di Sheberghan.
Si tratta di una collezione di circa 20.600 ornamenti, monete e altri tipi di manufatti, in oro, argento, avorio, ecc., rinvenuti in sei tumuli eretti per cinque donne e un uomo, con gioielli estremamente ricchi, datati intorno al I secolo a.C.-I secolo d.C.. Gli ornamenti comprendono collane con pietre semi-preziose, cinture, medaglioni e una corona. Dopo la sua scoperta, il tesoro è scomparso durante le guerre in Afghanistan, fino a quando è stato "riscoperto" e portato di nuovo all'attenzione del pubblico nel 2003. È in fase di progettazione un nuovo museo a Kabul dove l'oro battriano sarà conservato.
Nell'agosto del 2021, i Talebani hanno preso il controllo di Kabul e il tesoro sembra essere ancora una volta scomparso.

## Archeologia
Il sito è stato indagato nel 1979 da una missione archeologica sovietica ed afghana, diretta da Victor Sarianidi: gli scavi si sono interrotti l'anno successivo a causa dell'invasione sovietica dell'Afghanistan.

## Sito archeologico
Poco prima del 1000 a.C. fu costruita a Tillia Tepe una fortezza su una piccola collina. La struttura poggiava su un basamento alto circa quattro metri e largo 100, parzialmente conficcato nel terreno. La fortezza era quasi quadrata e aveva quattro torri angolari arrotondate e torri semicircolari. L'ingresso era a nord. Al centro della fortezza si trovava una specie di sala, interpretata anche come tempio. Il materiale di ritrovamento principale è la ceramica, con vasi non decorati ma anche dipinti con motivi geometrici. Alcune ceramiche sono state realizzate al tornio. Le ceramiche fatte a mano sono per lo più semplici oggetti d'uso.
Oltre alle ceramiche, sono presenti alcuni coltelli e punte di freccia in bronzo. Il sito sembra essere stato abitato per lungo tempo, anche se non è possibile fornire date precise. Dal punto di vista culturale, questa fortezza può essere collegata ad altri siti archeologici dell'Asia centrale, con Tillia Tepe che è addirittura il sito meglio studiato.

### Le sepolture

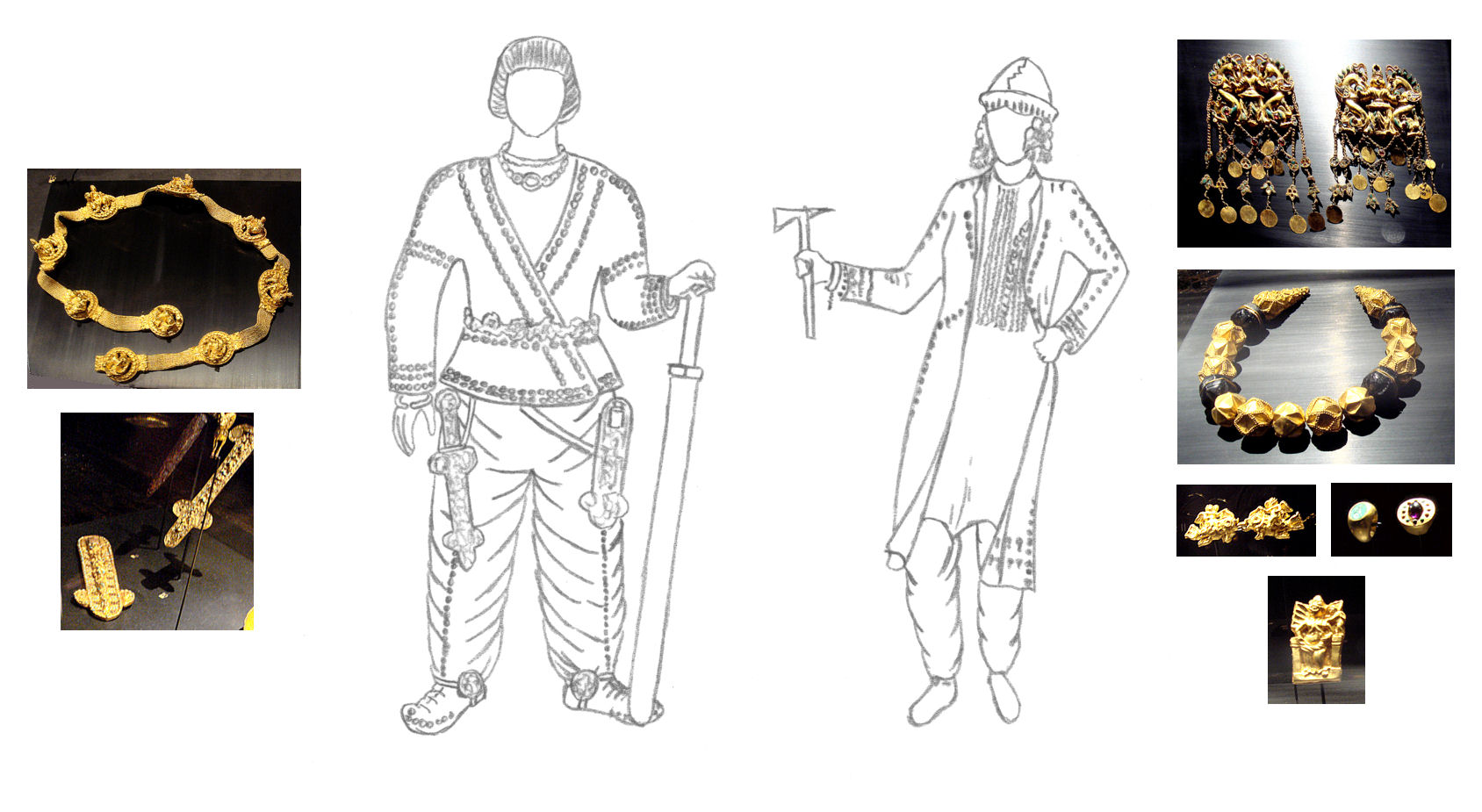
Ricostruzione di due membri della sepoltura di Tillia Tepe, con i relativi manufatti: uomo (a destra della tomba IV) e donna (a sinistra della tomba II)

Dopo l'abbandono della fortezza, forse intorno all'800 a.C., il sito fu reinsediato intorno al 400 a.C.. Si sviluppò un piccolo villaggio, ma non fu abitato a lungo. Poco dopo la nascita di Cristo, il sito fu utilizzato come cimitero. Le sei tombe trovate erano fosse coperte da assi di legno che formavano un'intercapedine. I morti giacevano in bare di legno senza coperchio, ma probabilmente avvolti in coperte. I sepolti sono stati adagiati supini in vesti preziose, decorate d'oro e con ricchi gioielli. Alcuni altri corredi funerari, come vasi, specchi o utensili cosmetici, sono stati trovati all'interno e accanto alle bare. Non ci sono prove dell'esistenza di tumuli funerari, ma le macerie del castello potrebbero aver servito allo scopo. Le sepolture appartengono a cinque donne e un uomo. Al momento della loro morte, la fortezza sulla collina era già caduta in rovina e le tombe furono parzialmente scavate nelle vecchie mura.
Nel sito è stato scoperto un tesoro composto da diversi oggetti in oro, conservati al Museo di Kabul: durante la guerra venne nascosto all'interno del museo, per essere recuperato solo diversi anni dopo. La collezione è stata esposta al Musée Guimet di Parigi, grazie ad una convenzione tra il governo francese ed afghano, dal dicembre 2006 ad aprile 2007.
Diverse monete datate fino all'inizio del I secolo a.C., e nessuna successiva, suggeriscono una datazione del I secolo a.C. per la sepoltura. Le monete trovate negli scavi appartenevano a Tiberio (16-21 d.C.), Mitradate II (123-88 a.C.) e al sovrano yuezhi Sapadbizes (20 a.C. - 20 d.C.). Le sepolture potrebbero corrispondere a tribù scite o partiche che abitavano nella zona. Più probabilmente, appartengono agli Yuezhi e ai primi Kushan dopo la caduta del Regno greco-battriano e prima dell'ascesa dell'Impero Kushan. Corrispondono a un'epoca in cui gli Yuezhi non avevano ancora incontrato il buddismo.
In una delle tombe è stata rinvenuta una moneta d'argento risalente al regno del re partico Mitridate II, che regnò dal 123 all'88 a.C. circa. La moneta è stata rinvenuta nella tomba III e pare fosse tenuta in mano dalla donna sepolta.
Una moneta d'oro di imitazione del re partico Gotarze I (95-90 a.C.) è stata trovata nella mano sinistra della donna nella tomba VI. Il fatto che questa moneta sia d'oro, e non d'argento o di bronzo come di solito accade per la monetazione partica, suggerisce che questa imitazione sia stata fatta per scopi di prestigio. La moneta è controstampata con la raffigurazione frontale di quello che potrebbe essere stato un capo locale. Il controstampo è stato aggiunto per non danneggiare il ritratto del re partico, indicando forse un certo grado di dipendenza dai Parti.
Nella tomba III è stata rinvenuta anche una moneta d'oro che mostra il busto di profilo dell'imperatore romano Tiberio con corona di fiori. Sul rovescio è raffigurata una figura femminile in trono, sontuosamente drappeggiata, che regge uno scettro. Monete di questo tipo furono coniate nella città di Lugdunum, in Gallia, tra il 16 e il 21 d.C..
Nella tomba IV (il guerriero maschio) è stata trovata anche una moneta d'oro buddista proveniente dall'India. Sul rovescio è raffigurato un leone, con la legenda Kharoshthi "Sih[o] vigatabhay[o]" ("Il leone che dissipò la paura"). Il dritto mostra un uomo quasi nudo che indossa solo una clamide ellenistica e un cappello a petaso (un'iconografia simile a quella di Ermes) che fa girare una ruota. La legenda in Kharoshthi recita "Dharmacakrapravata[ko]" ("Colui che fece girare la ruota della legge"). È stato suggerito che questa potrebbe essere una prima rappresentazione del Buddha.
Infine, una moneta molto usurata è stata identificata come appartenente al capo tribù degli Yuezhi Heraios, o Sapadbizes (20 a.C. - 20 d.C.).[2]
Si ritiene che il sito appartenesse molto probabilmente agli Yuezhi (futuri Kushan), in alternativa potrebbe essere appartenuto ai Saci (Sciti asiatici), che in seguito sarebbero migrati in India, noti come Indo-Sciti. Diversi manufatti sono altamente coerenti con un'origine scita, come la corona reale o i pugnali decorati polilobati scoperti nelle tombe. Diversi corpi presentavano una deformazione rituale del cranio, una pratica ben documentata tra i nomadi dell'Asia centrale dell'epoca.

## Influenze culturali
Questi gioielli hanno molto in comune con i famosi manufatti d'oro sciti recuperati a migliaia di chilometri a ovest sulle rive del Bosforo e del Chersoneso.
Tuttavia, un elevato sincretismo culturale pervade i reperti. Le influenze culturali e artistiche ellenistiche si ritrovano in molte forme e raffigurazioni umane (dagli amorini agli anelli con la raffigurazione di Atena e il suo nome inciso in greco), attribuibili all'esistenza dell'impero seleucide e del regno greco-battriano nella stessa area fino al 140 a.C. circa, e al perdurare del regno indo-greco nel subcontinente indiano nord-occidentale fino all'inizio della nostra era.
I manufatti erano anche mescolati con oggetti provenienti da molto più lontano, come alcuni manufatti cinesi (soprattutto specchi cinesi in bronzo) e alcuni indiani (piatti d'avorio decorati). Ciò sembra testimoniare la ricchezza di influenze culturali nell'area della Battriana in quel periodo.

## Galleria d'immagini

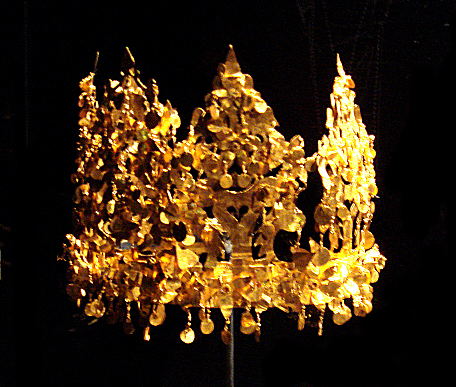
Corona d'oro dalla tomba IV
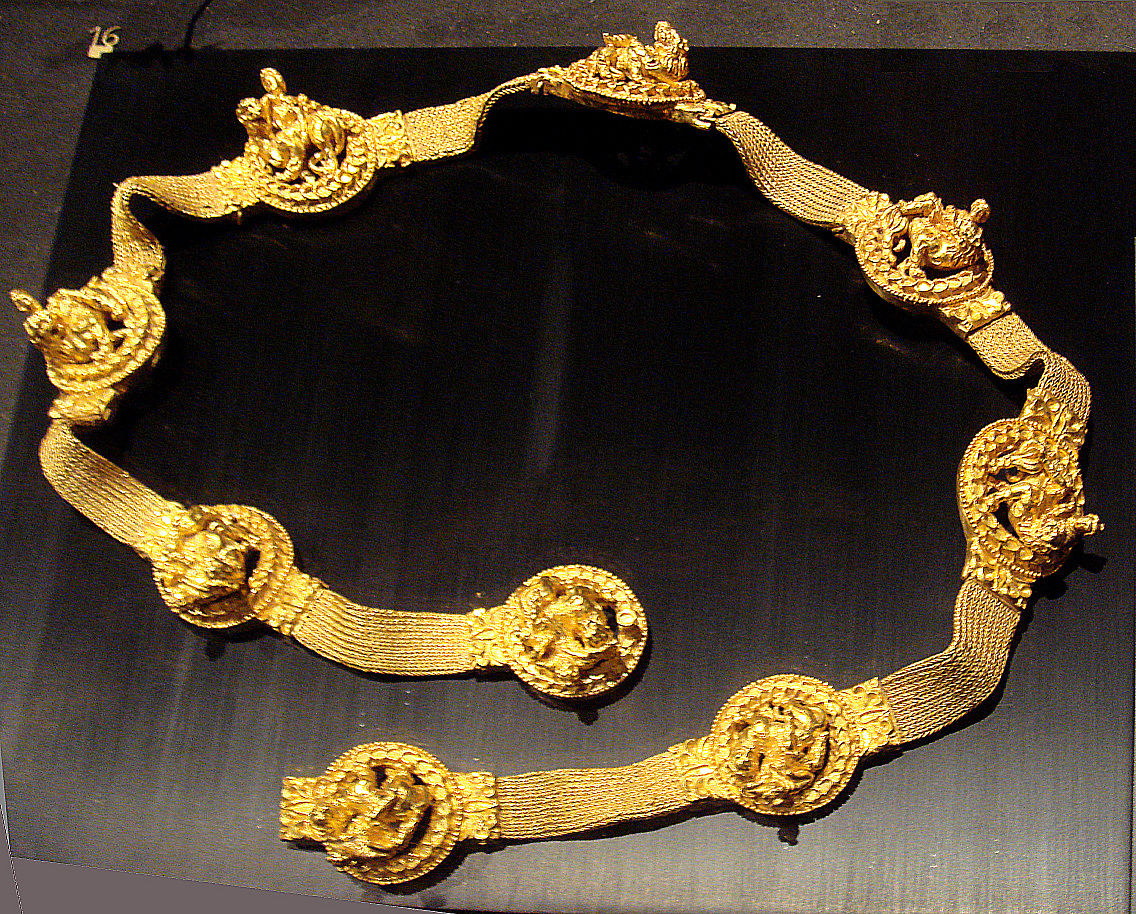
Cintura d'oro, con raffigurazioni di Dioniso (o della dea sincretica iraniana Nana ) a cavallo di un leone. Tomba IV
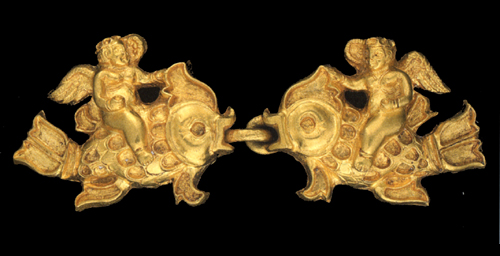
Amorini che cavalcano un pesce. Tomba II.
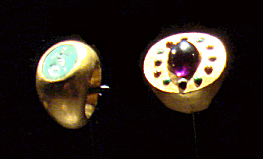
Anelli; quello a sinistra rappresenta Atena. Tomba II.
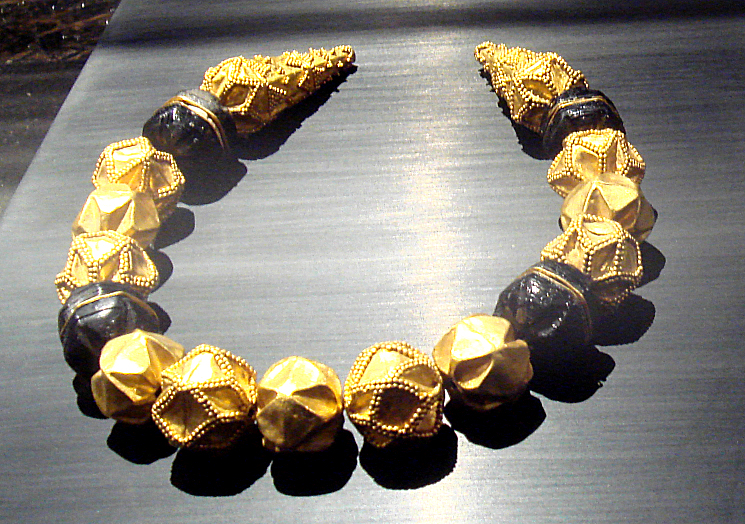
Collana. Tomba II.
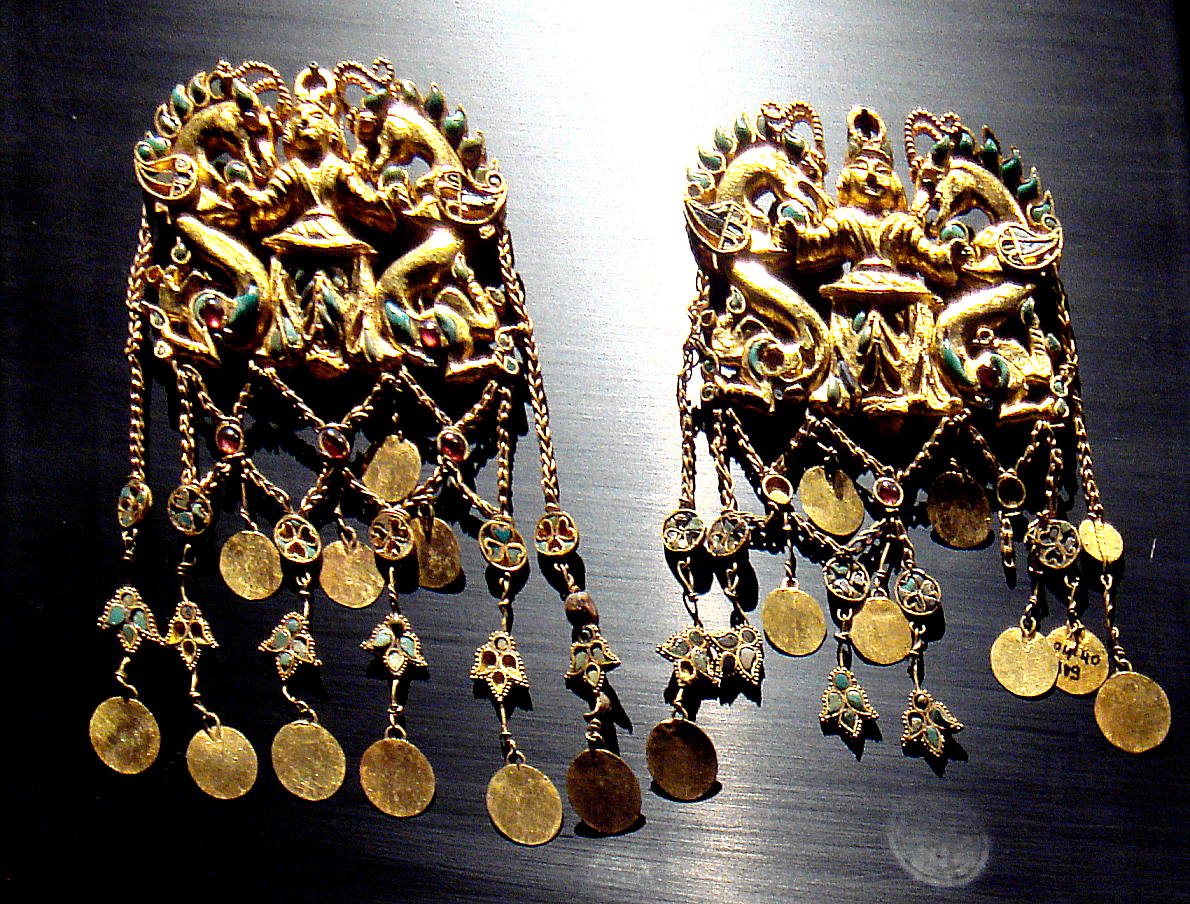
"I Re con I dragi". Tomba II.
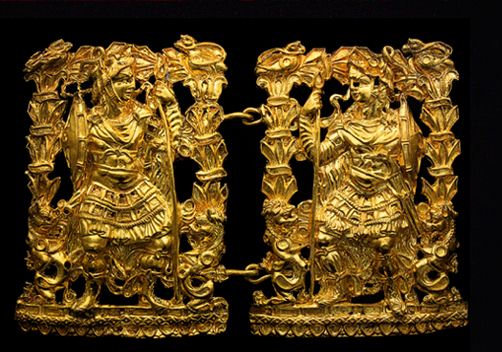
Soldato greco in armatura. Tomba III.